# Mukkudal
Mukkudal é uma panchayat (vila) no distrito de Tirunelveli, no estado indiano de Tamil Nadu.

## Demografia
Segundo o censo de 2001,  Mukkudal  tinha uma população de 13,874 habitantes. Os indivíduos do sexo masculino constituem 48% da população e os do sexo feminino 52%. Mukkudal tem uma taxa de literacia de 76%, superior à média nacional de 59.5%: a literacia no sexo masculino é de 82% e no sexo feminino é de 70%. Em Mukkudal, 11% da população está abaixo dos 6 anos de idade.